# Château de la Guénaudière
 (novembre 2024).
Le château de la Guénaudière est un château situé à Grez-en-Bouère dans le département français de la Mayenne.

## Histoire
La Guénaudière est à l'origine un fief à Grez-en-Bouère ayant haute justice, mouvant de la châtellenie de Bouère et en partie de Meslay. C'est un hébergement en 1444. Madeleine de Beaumanoir, dame de la Guénaudière, acquit en 1601 la seigneurie de Grez-en-Bouère.

## Description
On y voyait en 1689 « une grande maison construite à l'antique ; au pied d'une petite colline, autre bâtiment de semblable matière avec une petite cour close de murs au coin de laquelle une petite chapelle non fondée ; un pavillon sur le portail avec pont-levis et planchette, deux fuies rondes sans pigeons ; du côté du septentrion, une avenue longue de 300 pieds bordée d'arbres qui prennent cinq lignes, deux fours à chaux. ». À la fin du XIXe siècle, les fours étaient encore exploités et le moulin à vent, resté sans fonction, subsistait.
La maison à l'antique a été remplacée par un château, construit par René Hodé,  architecte à Angers, et flanqué aux quatre angles de pavillons et de tourelles.
Le château ne doit pas être confondu avec un château du même nom qui existait sur la commune voisine de Bierné-les-Villages et qui fut remplacé par le Château de la Barre.  

## Propriétaires
Du XIVe siècle au XVIe siècle, la seigneurie appartint successivement aux familles Auvré, de Feschal (1500) de Monfaucon (1542), Le Verrier, Bachelot (1550-1554), de Montalais (1571).
Madeleine de Beaumanoir, femme d'Olivier de Feschal en fait l'acquisition en novembre 1588 de Jean d'Épinay et Marguerite de Scépeaux. Elle est vendue par sa descendance avant 1751 à Jean-Baptiste Colbert de Torcy et passe par succession dans la famille  de Narbonne-Pelet qui le vend en 1793 à M. Martin-Ligonnière, de Laval. Ses héritiers vendent le château en 1827 à la famille de Villebois-Mareuil, qui le possède encore en 1900.